# الحصن (الحديدة)

تعديل مصدري - تعديل

الحصن هي إحدى قرى مديرية باجل، التابعة لمحافظة الحديدة اليمنية، بلغ تعداد سكانها 1006 نسمة حسب الإحصاء الذي أجري عام 2004.